# Jared Wilson-Frame
Jared Wilson-Frame (Hartford, Connecticut, 13 de julio de 1996) es un baloncestista estadounidense que pertenece a la plantilla de los Pioneros de Los Mochis del CIBACOPA. Con 1,96 metros de estatura, juega en la posición de escolta. 

## Trayectoria deportiva

### Universidad
Tras pasar dos años en el pequeño college de Northwest Florida State, de la NJCAA, donde fue elegido en 2017 jugador del año de la Panhandle Conference tras promediar 14,8 puntos y 3,8 rebotes por partido, jugó dos temporadas con los Panthers de la Universidad de Pittsburgh, en las que promedió 12,8 puntos, 4,2 rebotes y 1,5 asistencias por partido.

### Profesional
Tras no ser elegido en el Draft de la NBA de 2019, el 19 de julio firmó su primer contrato profesional al comprometerse con el Limburg United de la Pro Basketball League, la primera división belga. Allí estuvo hasta mediados de enero de 2020. En marzo de ese año reapareció en Norteamérica, jugando dos partidos para los Raptors 905 de la G League.
El 24 de diciembre de 2020 firma por el Charilaos Trikoupis B.C. de la A1 Ethniki para cubrir la baja de Jazzmarr Ferguson, pero no llegó a debutar en el equipo.
En agosto de 2021, luego de haber actuado en The Basketball Tournament con el equipo Heartfire, fue fichado por los Astros de Jalisco de la Liga Nacional de Baloncesto Profesional de México. En el equipo tapatío jugaría un total de 33 partidos de la temporada 2021. Luego de ello se uniría a los Salt Lake City Stars, haciendo así su regreso a la G League.

### Circuito 3x3
Wilson-Frame es también jugador de baloncesto 3x3, habiendo representado a la Atlantic Coast Conference en los campeonatos universitarios como también a los equipos Top Shottas y NYC Blue en el circuito profesional estadounidense. La USA Basketball, de hecho, lo sumó durante el verano de 2022 a la selección de baloncesto 3x3 de Estados Unidos.